# 1947年英皇制誥
《1947年英皇制誥》（英語：Letters Patent, 1947），正式名称为設立加拿大总督暨三軍總司令職位的英皇制誥，由国王乔治六世发布，于1947年10月1日生效。这些特许证是为了拓宽总督王权的权利，是现代颁发给加拿大总督的特许证。该特许证让总督在“特殊情况下”能代替国王行使权利，同时让总督能行使大多数法律上属于加拿大国王的“能力和权利”。这些权利依法属于国王，总督仅代理其行使。